# Kabah (sitio arqueológico)

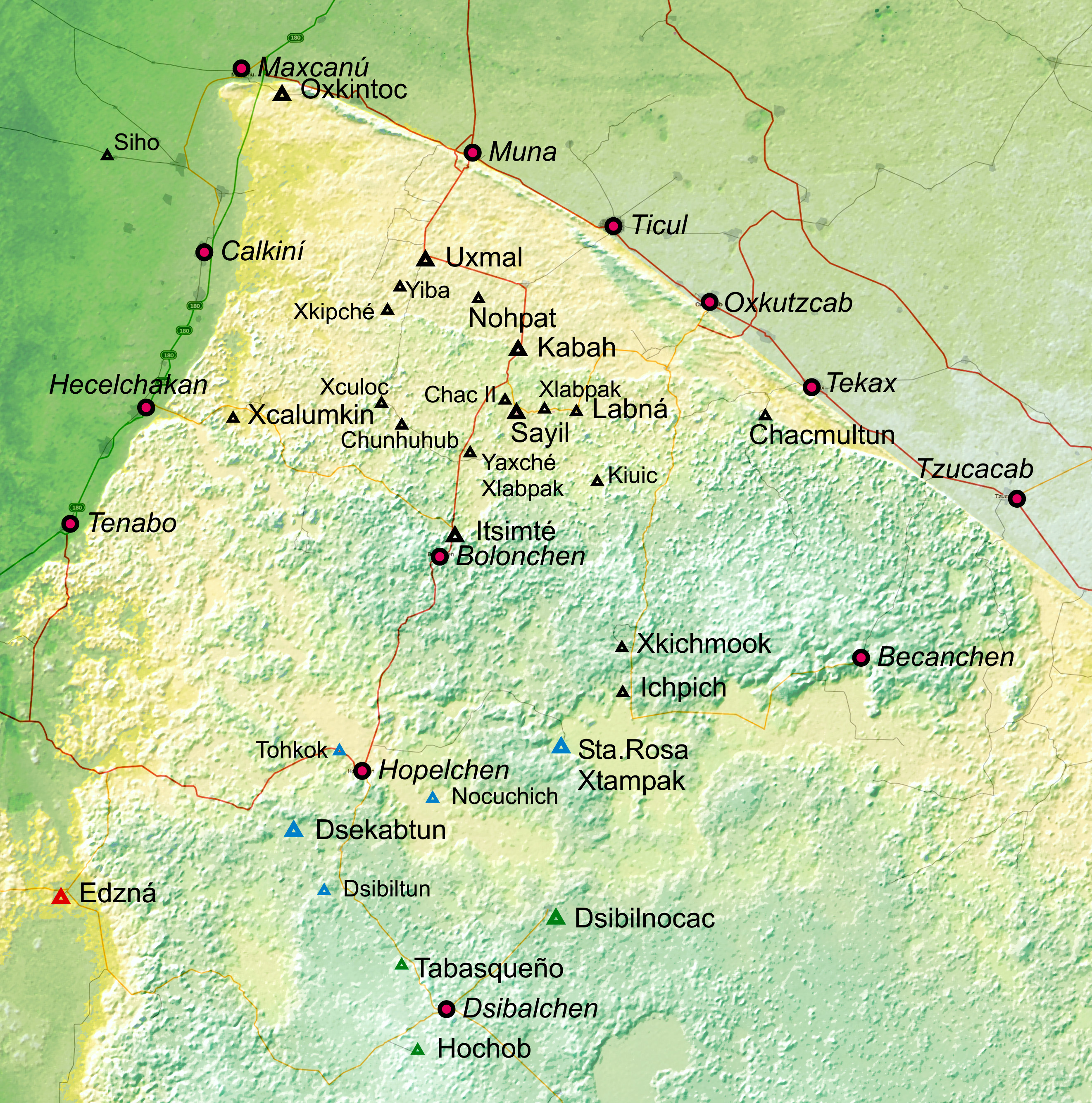
Sitios importantes de los estilos Puuc (negro), Chenes (verde) y transitorio (azul).

Kabáh es un yacimiento arqueológico maya, ubicado en el municipio de Santa Elena, en el estado de Yucatán, México, al sureste de Uxmal que forma parte de la denominada ruta Puuc. 
El nombre de "Kabah", o "Kabaah", probablemente proviene del maya antiguo y significa "mano dura". Este es un nombre precolombino, mencionado en crónicas mayas. Un nombre alterno es "Kabahuacan", o "Serpiente Real en la Mano".

## Historia
El área se encontraba ya habitada, a mediados del siglo III a. C. La mayor parte de la arquitectura visible hoy en día, fue construida en los siglos VII y XI. En uno de los dinteles sobre la puerta de un edificio, se encuentra grabada la fecha año 879, probablemente durante la época cúspide de la ciudad. Otra fecha grabada, es una de las más recientes de la época clásica maya, 987. Kabah fue abandonado o, por lo menos, no se construyeron más centros ceremoniales, varios siglos antes de que llegaran los conquistadores españoles a Yucatán.

Un camino elevado peatonal, o "sacbé", de 18 km de largo y 5 m de ancho, con arcos en ambos extremos, conectaba el sitio con Uxmal.
El primer informe detallado sobre el sitio fue publicado por John Lloyd Stephens y Frederick Catherwood, en 1842.

## Descripción

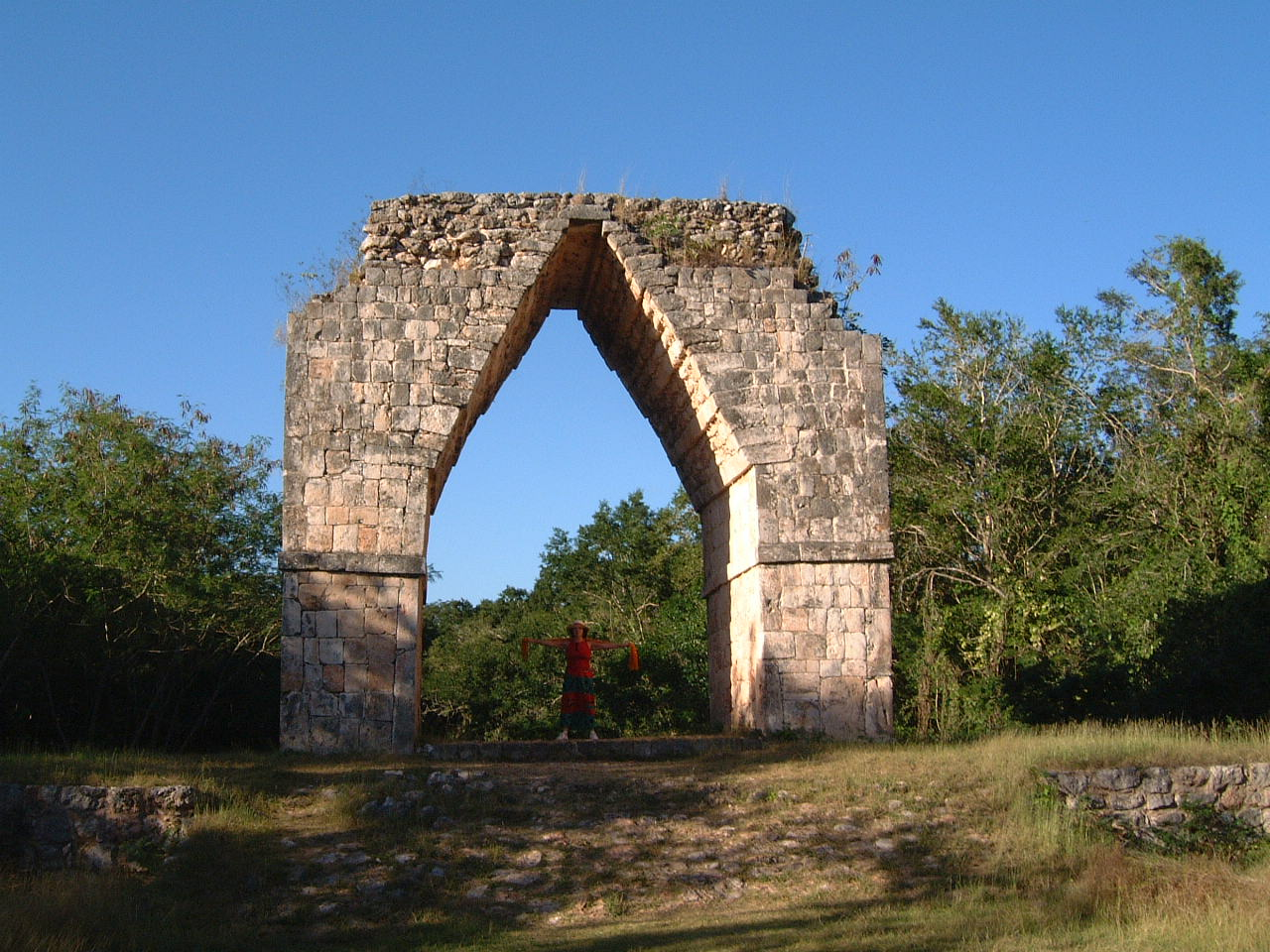
Arco al final del sacbé proveniente de Uxmal, pasando por Nohpat.

La ciudad de Kabáh, es ya citada en el Chilam Balam de Chumayel y su nombre viene a significar el señor de la mano fuerte y poderosa. Se cree que este nombre está asociado con la representación que hay a su entrada, en donde una escultura representa a un hombre, que sostiene con su mano una serpiente. Teoberto Maler la llamó Kabahaucan.
Ocupa una extensión de 1,2 km²;, con una longitud, de norte a sur, de 1 km y 1,2 km de este a Oeste. Esta área es lo que ha sido estudiado de este complejo arqueológico. Se estima que los montículos que hay alrededor de las mismas, son construcciones que todavía no han sido "descubiertas". La inexistencia de fuentes de agua obligaba a la utilización de chultunes, para la recogida del agua de la lluvia. 
La ciudad se conforma alrededor de un eje, que va de norte a sur y sus edificios están comunicados mediante calzadas, o sacbés. Una de estas calzadas, de mayor tamaño, es la que sale por el arco de triunfo y llega a Uxmal, que está a unos 17 km al noroeste. Las edificaciones se agrupan en sendos conjuntos de edificios, situados uno al este y otro al oeste del eje principal norte sur.
En el conjunto oeste, conocido como Grupo del Poniente, es donde el investigador Stephens encontró el dintel de madera que le llamó la atención, por la calidad de su talla. Este objeto fue llevado a Estados Unidos y se perdió en un incendio. El estado actual de las construcciones, es de deterioro. En las paredes de las habitaciones que conforman estas construcciones, hay pinturas realizadas con huellas de manos, de color rojo. Por este motivo este conjunto recibe el nombre, en lengua maya, de Dzalkabilkik, que quiere decir "lugar de las manos de sangre".
Los edificios más relevantes descubiertos en Kabáh son:

### Arco Triunfal
Cerca del centro de la ciudad se levanta un arco, que marca el comienzo o final de la calzada, o sacbé, que une Kabáh con Nohpat y con Uxmal. Prácticamente sin ornamentación, solo tiene dos molduras en el centro; tenía la parte inferior del mismo pintada de rojo (aún hay vestigios de dicha pintura, en la parte oeste). Fue reconstruido en la década de los 50 del siglo XX, bajo la dirección del arqueólogo mexicano Ponciano Salazar.

### el anaquel del ritual al rey Chaac
Está edificada sobre una pequeña elevación del terreno. El aprovechamiento de esta elevación se completó con el relleno necesario, que sirvió para levantar sobre él una estructura con varias terrazas. Hay restos de una escalera, en el lado sur, y de algunos habitáculos.

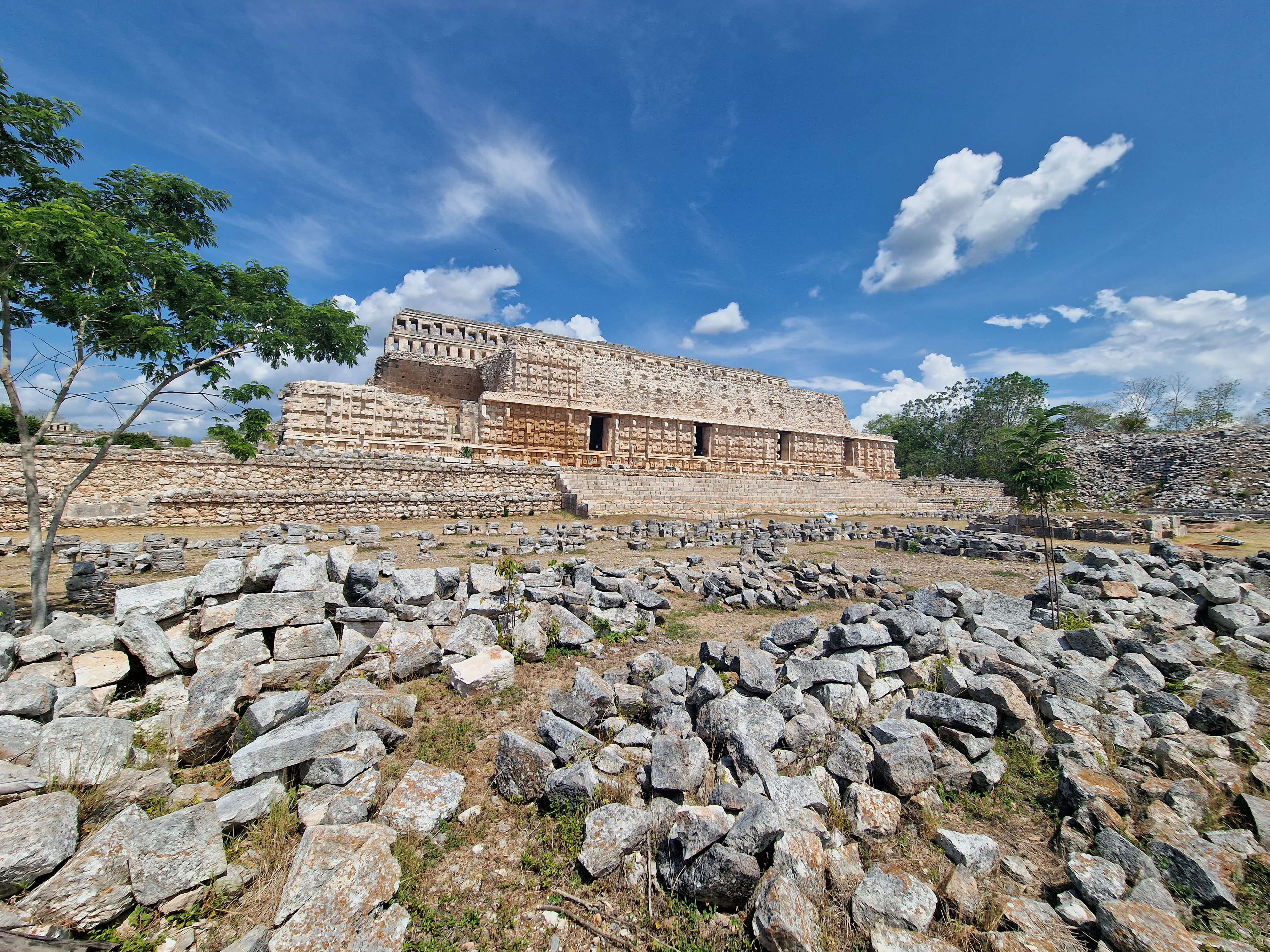
Palacio Codz Poop

### Grupo del Palacio

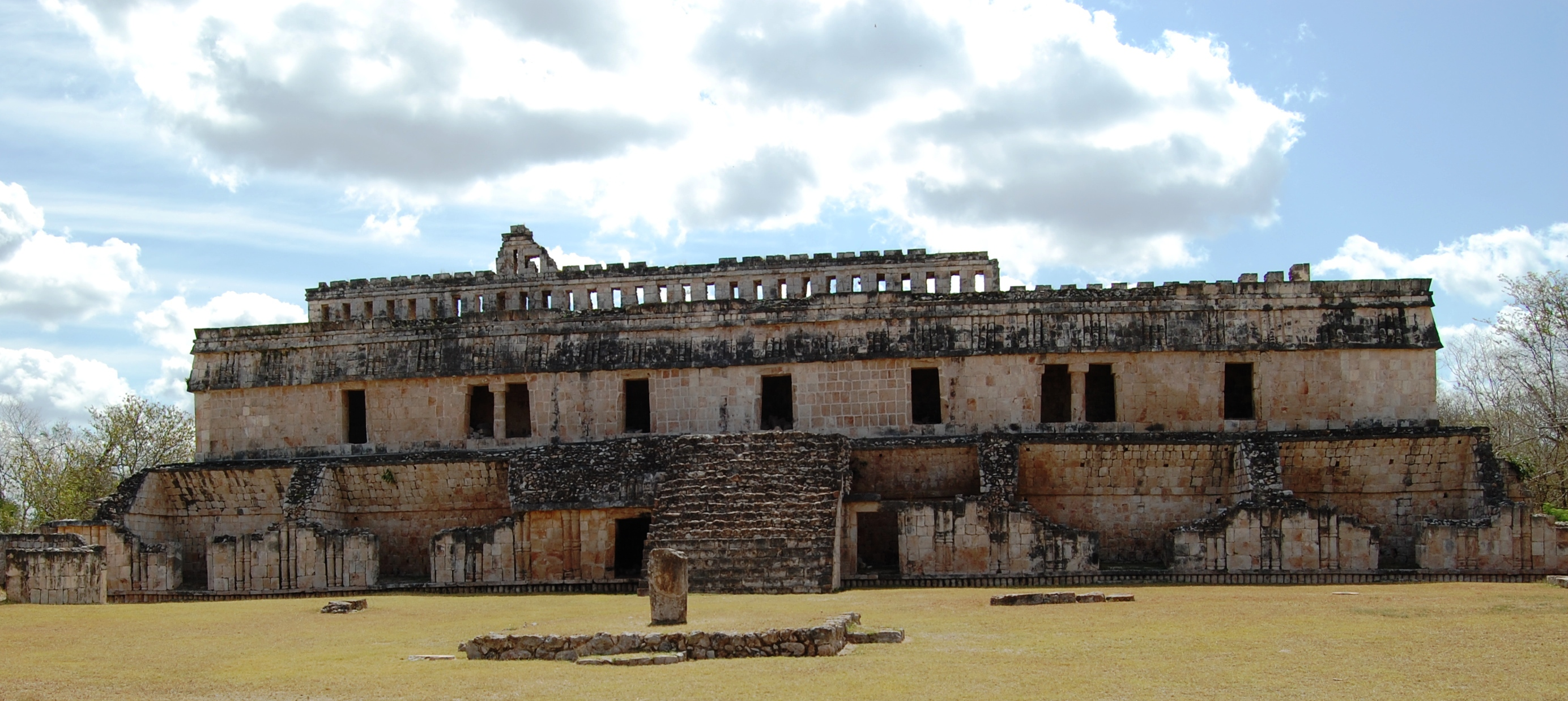
Edificio Este del Palacio

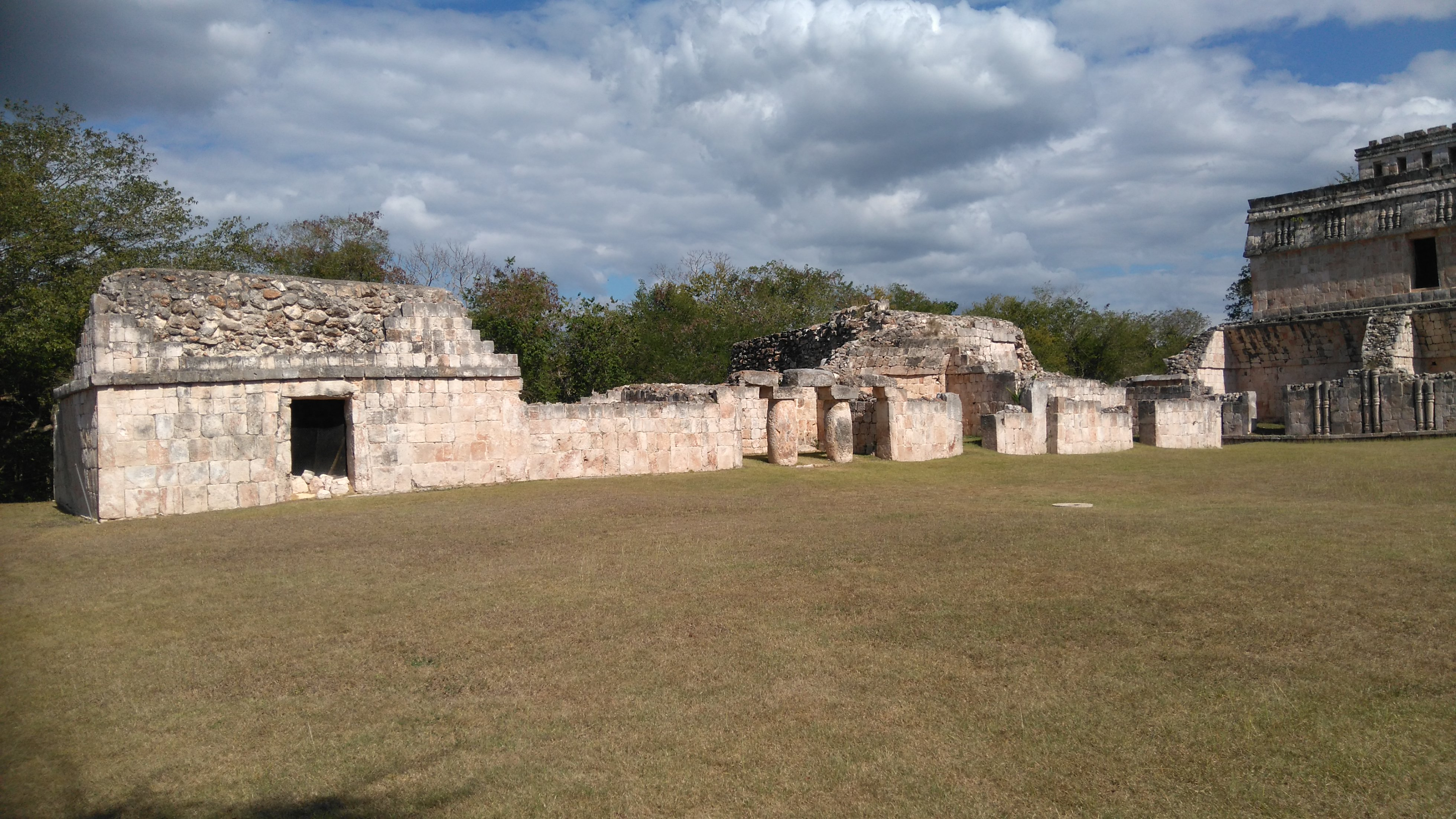
Edificio Norte del Palacio

También levantado sobre una elevación natural, es el edificio más grande de la ciudad. Está, relativamente, bien conservado y hay restos de 2 escaleras, que permiten acceder al conjunto. Se estima que el palacio tenía más de treinta habitaciones. El segundo nivel tiene entradas de diferentes anchuras y algunas de ellas están divididas por columnas. Conserva parte de la crestería y la fachada está decorada con columnillas, distribuidas en tres secciones. 
Anexo al palacio hay un edificio que tiene dos escaleras, una al norte y otra al oeste, la cual conforma un arco, que es la entrada a los aposentos de la planta baja, que tienen grandes columnas. Este edificio une el palacio, con el llamado Codz Poop.

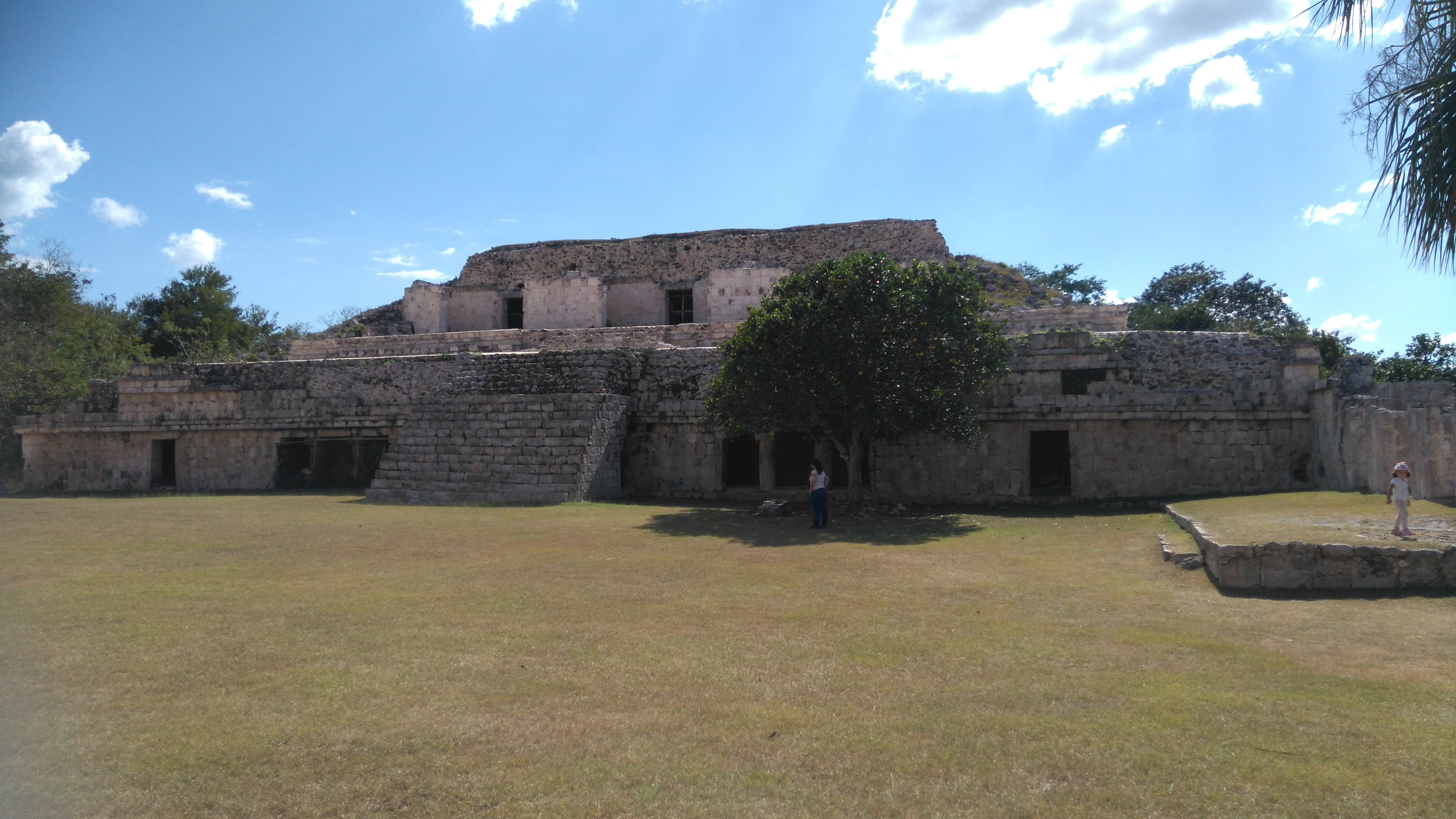
Edificio Sur del Palacio

La importancia de esta construcción y la gran cantidad de personas que la habitaban, queda demostrada por los numerosos chultunes que hay a su alrededor: se han encontrado 14.

### El Codz Pop

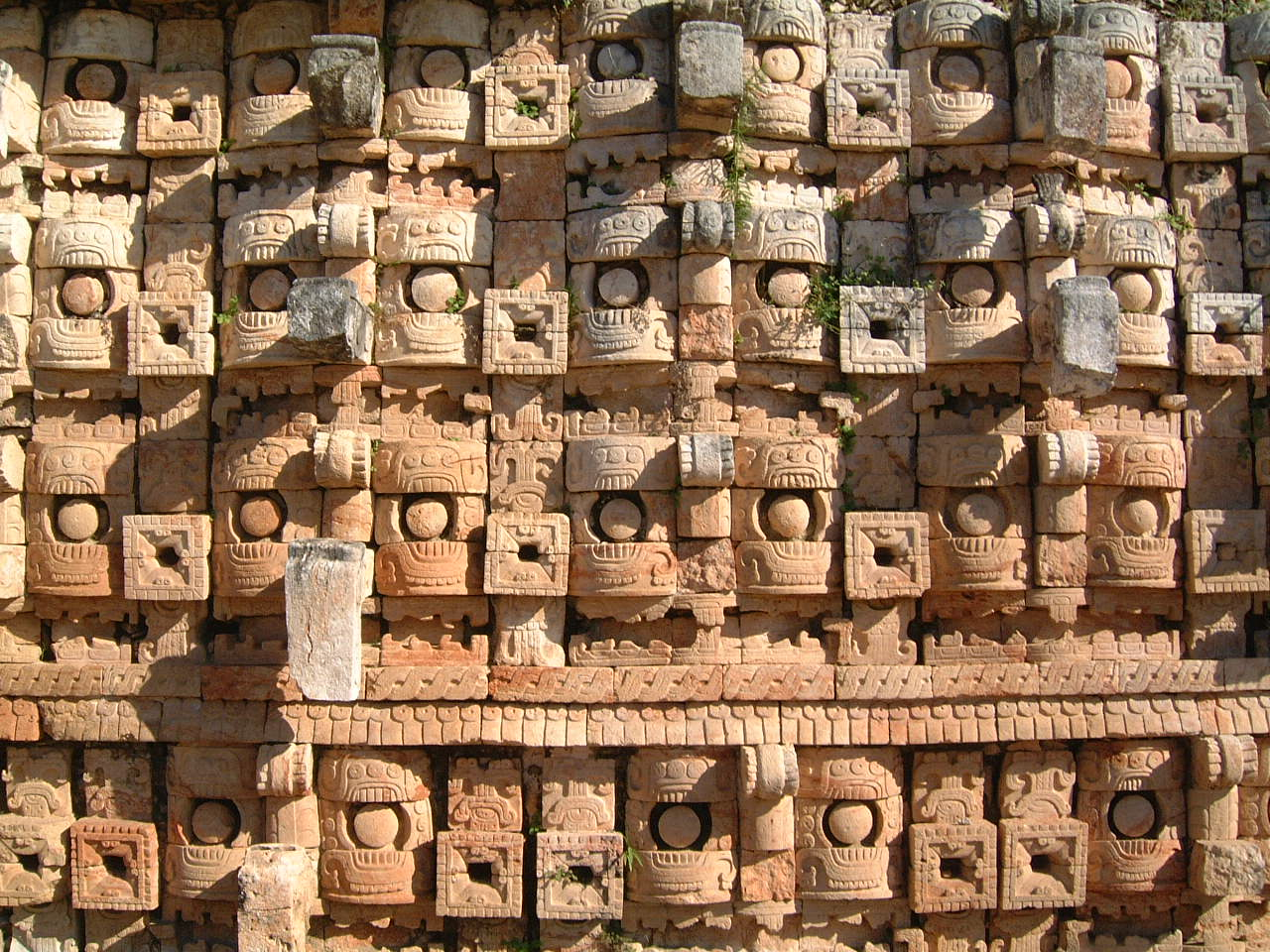
Detalle de la decoración del Codz Pop.

La "alfombra enrollada", que es la traducción al español de Codz Pop, es el edificio más relevante de Kabáh. También se le denomina Palacio de los Mascarones. Se realizó sobre una plataforma artificial y sus paredes están ricamente decoradas. La fachada oeste tiene mascarones de Chaac y, debajo de los mismos, hay una greca de serpientes entrelazadas y sobre los mascarones hay una decoración geométrica, a base de triángulos. Frente a los mascarones, sobre la terraza que se abre ante el edificio, hay un altar que tiene jeroglíficos a los lados. Por el sur hay una gran edificación, que tiene restos de una escalera en la parte norte. Esta ornamentación tan cargada, es el extremo al que llegó el estilo Puuc.
En la explanada que se abre ante el edificio, se encontraron dos esculturas, casi idénticas, que debieron formar parte de la decoración de la fachada. Estas esculturas están, una, en el Museo Arqueológico de Yucatán y la otra en el Museo Nacional de Antropología de México.

## Ubicación
El sitio se encuentra en la carretera nacional 261, 140 km al sur de la capital de Mérida, cerca de la ciudad de Ticul y es un destino turístico muy popular. Forma parte del circuito de la "Ruta Puuc". Las ruinas se extienden a ambos lados de la carretera, en un área muy vasta. Muchas de las estructuras son poco visitadas, o aún están cubiertas por jungla. En 2003, se encontraba en marcha un programa para limpiar y restaurar más edificios y excavaciones arqueológicas, bajo la dirección del arqueólogo Ramón Carrasco.
Kabah fue declarado parque estatal de Yucatán, en 1933.

## Descubrimientos
El 7 de septiembre de 2023, durante los trabajos de construcción del Tren Maya en la zona arqueológica de Kabah, Yucatán, se hizo un importante descubrimiento arqueológico. El personal del Instituto Nacional de Antropología e Historia (INAH) encontró dos conjuntos de edificaciones de uso habitacional, marcando la primera vez que tales construcciones prehispánicas se localizan en este sitio histórico. Estos conjuntos estaban ubicados en la parte central de Kabah y permanecían ocultos bajo la vegetación. El hallazgo fue anunciado por el director general del INAH, Diego Prieto Hernández. Este descubrimiento permitirá expandir el circuito de visita en la ciudad prehispánica de Kabah y arrojará luz sobre la vida de sus antiguos habitantes. Entre los hallazgos, se destaca un edificio tipo palacio con una extensión de 26 metros. Este edificio tenía una fachada principal con un pórtico de ocho pilastras y nueve vanos, decorado con motivos de plumas, cuentas y aves. La escalinata del edificio también mostraba vestigios de un mascarón de estuco que abarcaba hasta nueve metros de extensión. Además, se recuperaron restos cerámicos característicos del área petenera.